# Crew Module Atmospheric Re-entry Experiment

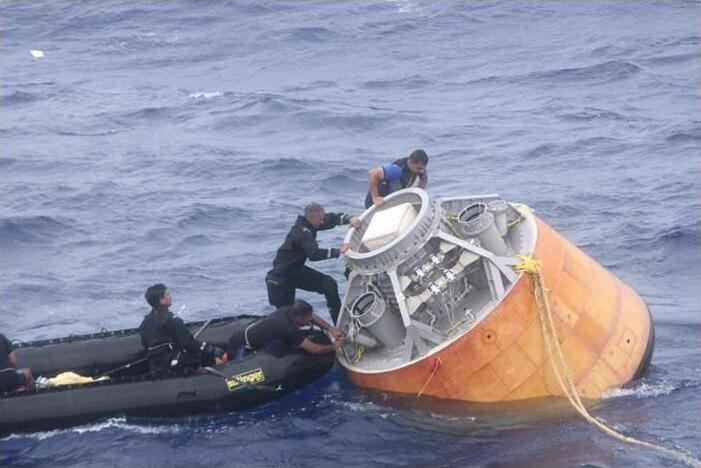
Приводнившийся в ходе теста макет пилотируемого корабля «Гаганьян»

Crew Module Atmospheric Re-entry Experiment (CARE) — первый испытательный полёт перспективного тяжёлого носителя GSLV-LVM3 Индийской организации космических исследований (ИСРО), в рамках которого был осуществлён запуск по суборбитальной траектории возвращаемого аппарата будущего пилотируемого корабля «Гаганьян». Миссия получила обозначение LVM3-X/CARE. Пуск состоялся 18 декабря 2014 года со второй стартовой площадки Космического центр имени Сатиша Дхавана на острове Шрихарикота.

## Описание комплекса
Возвращаемый аппарат был размещён нижней частью вверх внутри головного обтекателя на носителе GSLV Mk III. Аппарат имеет форму усечённого конуса с острым углом при вершине, основной материал конструкции — сплав алюминия. Наибольший диаметр аппарата 3100 мм, высота 2678 мм, масса 3735 кг. Теплозащита абляционного типа.
Ракета-носитель GSLV Mk III (LVM3), использовавшаяся в пуске, имела два твердотопливных ускорителя S200 и главную ступень L110 с двумя жидкостными ракетными двигателями Vikas. Вместо рабочей третьей ступени C25 использовался макет. Высота ракеты составила 43,43 м, стартовая масс 630,5 т.

## Описание миссии
ИСРО определила следующие задачи миссии:
- испытания носителя в условиях атмосферного полёта;
- подтверждение правильности принятых конструкторских решений;
- общая проверка ракетно-космического комплекса, включая системы моделирование и программное обеспечение;
- изучение характеристик возвращаемого аппарата на траектории спуска.

Пуск состоялся 18 декабря 2014 года в 9:31 по местному времени (04:01 UTC). Ускорители и главная ступень отработали по плану. Верхняя ступень и возвращаемый аппарат отделились штатно. Аппарат начал спуск с высоты 126 км и скорости 5300 м/с. Во время спуска отрабатывалось управление ориентацией с помощью двигателей для обеспечения нулевого угла атаки при повторном входе в атмосферу.
На высоте 80 км начался баллистический спуск, при этом двигатели аппарата были отключены. По достижении скорости 233 м/с была введена в действие парашютная система. Два основных парашюта, имевших рекордный для Индии диаметр 31 м, сработали на высоте 5 км. В процессе снижения на парашютах произошла потеря телеметрического сигнала после высоты 2 км. Аппарат приводнился в Бенгальском заливе примерно в 180 км от Андаманских и Никобарских островов и примерно в 1600 км от точки пуска. Он был подобран береговой охраной. Полная длительность полёта от пуска до приводнения составила 20 мин 43 с.
22 декабря 2014 года аппарат был доставлен в Ченнаи, откуда перевезён в Космического центр имени Сатиша Дхавана для предварительных исследований. Позднее его планируют направить в Космический центр имени Викрама Сарабхаи для дальнейшего изучения.